# USS Gridley (DD-92)
USS Gridley (DD-92) là một tàu khu trục thuộc lớp Wickes của Hải quân Hoa Kỳ trong giai đoạn Chiến tranh Thế giới thứ nhất. Nó là chiếc tàu chiến đầu tiên của Hải quân Hoa Kỳ được đặt tên theo Đại tá Hải quân Charles Vernon Gridley (1844-1898).

## Thiết kế và chế tạo
Gridley được đặt lườn vào ngày 1 tháng 4 năm 1918 tại xưởng tàu của hãng Union Iron Works ở San Francisco, California. Nó được hạ thủy vào ngày 4 tháng 7 năm 1918, được đỡ đầu bởi Bà Francis P. Thomas, con gái Đại tá Gridley, và được đưa ra hoạt động vào ngày 8 tháng 3 năm 1919 dưới quyền chỉ huy của Hạm trưởng, Trung tá Hải quân Frank Jack Fletcher.

## Lịch sử hoạt động
Sau khi hoàn tất việc trang bị tại Xưởng hải quân Mare Island, Gridley khởi hành từ San Diego vào ngày 24 tháng 3 năm 1919, đi qua kênh đào Panama, và tham gia Lực lượng Khu trục để thực hành cơ động tại vùng biển Cuba. Sau đó nó được sửa chữa ngắn tại Norfolk, Virginia trước khi đi đến New York vào ngày 26 tháng 4 năm 1919. Gridley được điều về một nhóm tàu khu trục có nhiệm vụ bảo vệ và dẫn đường dọc theo chuyến bay vượt Đại Tây Dương đầu tiên của các thủy phi cơ hải quân. Gridley và các tàu khu trục khác thả khói qua ống khói vào ban ngày và chiếu sáng bằng pháo sáng và đèn pha vào ban đêm để dẫn đường cho hành trình lịch sử này. Nhờ sự giúp đỡ của các tàu nổi, NC-4 đã hạ cánh được bất chấp sương mù dày đặc xuống Azores ngày 17 tháng 5 năm 1919. Sau đó Gridley tham gia vào việc tìm kiếm chiếc NC-1 bị buộc phải hạ cánh xuống mặt biển, rồi hoạt động hỗ trợ cho chặng sau cùng của chiếc NC-4, thủy phi cơ duy nhất còn lại, hoàn tất tại Plymouth, Anh, vào ngày 31 tháng 5 năm 1919.
Gridley đi đến Brest, Pháp ngày 31 tháng 5, trải qua hai tháng tiếp theo đến nhiều cảng khác nhau tại Địa Trung Hải vận chuyển hành khách viếng thăm thiện chí, rồi quay trở lại New York ngày 31 tháng 7. Hoạt động ngoài khơi Portsmouth, New Hampshire, Gridley đón lên tàu Thiếu tướng John A. Lejeune và Chuẩn tướng Smedley Butler thuộc lực lượng Thủy quân Lục chiến Hoa Kỳ tại Charleston vào ngày 2 tháng 9 năm 1920, cho một chuyến đi thị sát các căn cứ tại vùng biển Caribe, bao gồm các sở chỉ huy tại Cuba, Haiti, và Cộng hòa Dominica. Nó tiễn các vị tướng rời tàu ngày 27 tháng 9 năm 1920.
Trong những năm tiếp theo, Gridley tham gia huấn luyện sĩ quan và nhân sự của Lực lượng Trừ bị Hải quân, hoạt động ngoài khơi Charleston, Newport, New York và Philadelphia. Nó xuất biên chế tại Xưởng hải quân Philadelphia ngày 22 tháng 6 năm 1922, và bị bỏ không cho đến khi tên của nó được rút khỏi danh sách Đăng bạ Hải quân Hoa Kỳ ngày 25 tháng 1 năm 1937. Lườn tàu của Gridley bị bán vào ngày 19 tháng 4 năm 1939 để tháo dỡ.